# Latinská rčení, P
V tomto článku jsou uvedena některá známá latinská rčení, začínající písmenem P.
Latina měla na evropskou kulturu hluboký a dlouho trvající vliv. Od římské antiky přes křesťanství a humanismus až do 18. století byla její znalost u vzdělaných lidí samozřejmostí. V některých oborech se s latinskými názvy stále pracuje, užívají se různé obraty a ve starší literatuře se najde množství latinských citátů. Protože latinských obratů, rčení a přísloví je mnoho, je seznam vybraných seřazen podle abecedy a rozdělen podle počátečních písmen do samostatných článků.

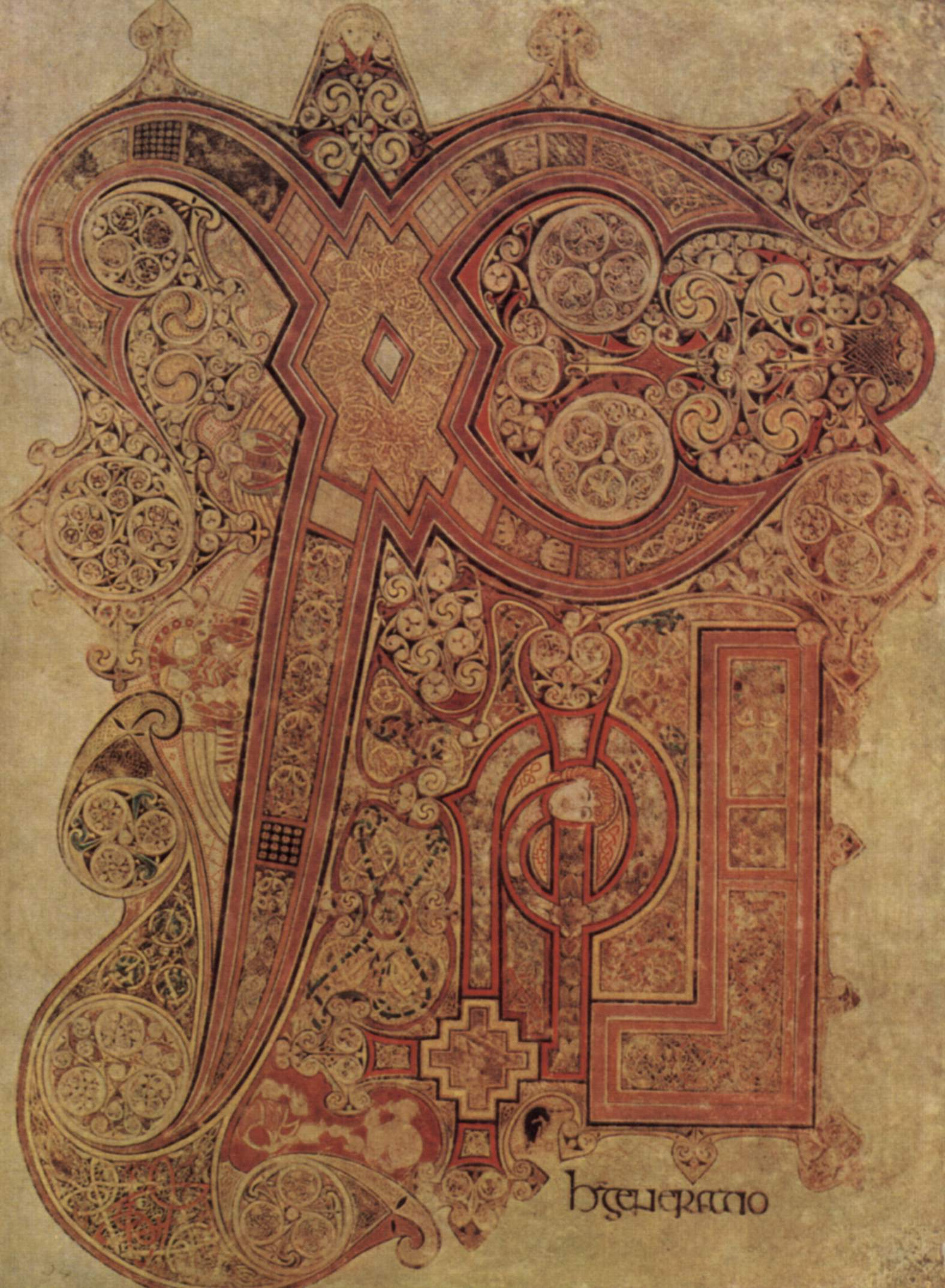
Iniciála P (Book of Kells, Irsko, 8. stol.)

A
B
C
D
E
F
G
H
I
L
M
N
O
P
Q
R
S
T
U
V

## Pa
- Pabulum Acherontis – „potrava pro Acheron“ (říši zemřelých)
- Pace (tua) – „v pokoji, s pokojem“ (nic ve zlém, s tvým dovolením)
- Pacem in terris – „Mír na zemi.“
- Pacem volo, bellum paro. – „Chci mír, chystám válku.“
- Pacta sunt servanda – „Dohody se musí dodržovat“
- Pallida mors aequo pulsat pede pauperum tabernas regumque turres. – „Bledá smrt klepe stejně na krčmy chudých i na věže králů“
- Palma sub pondere crescit. – „Palma roste pod zátěží“
- Palmam, qui meruit, ferat. – „Palmu ať dostane, kdo si ji zasloužil“, nápis na hrobě lorda Nelsona
- Pane egeo iam mellitis potiore placentis. – „Chléb potřebuji víc než sladké koláče“ (Horatius, Listy)
- Panem et circenses – „Chléb a hry“ (Juvenalis, Satiry 10,81); římský lid svěřil moc vojevůdcům a chce jen jídlo a zábavu
- Panem nostrum cotidianum da nobis hodie. – „Chléb náš vezdejší dej nám dnes“, verš z modlitby Otče náš (Mt 6,11)
- Panis sine fermento – „nekvašený chléb“
- Pange lingua – „Ať jazyk zpívá...“, začátek hymnu Tomáše Akvinského na oslavu Těla Páně

## Par
- Par et impar – „rovný a nerovný, sudý a lichý“
- Par in parem non habet imperium - "rovný rovnému nemůže poroučet (vládnout)"; princip suverenity (Ulpianus, Bartolus)
- Par pari respondere – „rovné oplácet rovným“
- Pari passu – „stejným krokem“, souběžně
- Parce pater virgis / iam numquam carmina dicam! – „Schovej, otče, metlu / už nikdy nenapíšu báseň“ (Ovidius o svém dětství)
- Parce, puer, stimulis et fortius utere loris. – „Opatrně, chlapče, s ostruhami a víc užívej uzdu“, napomíná Foibos syna Faetóna, než mu svěří sluneční vůz (Ovidius)
- Parcere subiectis et debellare superbos – „Šetřit ty, kdo se poddali, a válčit s pyšnými“, římský program podle Vergilia, Aeneis 6,853
- Paria paribus – „podobné podobným“
- Pars pro toto – „část za celek“, tak „hlava“ může znamenat člověka (například „hlava na hlavě“)
- Parva sub ingenti – „Malá pod ochranou veliké“ (Vergilius, Georgica 2)
- Parvum addas parvo, magnus acervus erit. – „Málo přidáš k málu a je z toho velká hromada“
- Passim – „průběžně, na mnoha místech“
- Pater familias – „otec rodiny, hospodář, pán v domě“
- Pater noster – „Otče náš...“, Ježíšova modlitba (Mt 6)
- Pater patriae – „Otec vlasti“, titul udílený římským senátem; jako první jej dostal Cicero za podíl na potlačení spiknutí
- Pater peccavi... – „Otče, zhřešil jsem proti nebi i proti tobě.“, slova ztraceného syna v Ježíšově podobenství (Lk 15,18)
- Pater semper incertus est. – „Otec je vždy nejistý“, na rozdíl od jisté matky
- Patres (et) conscripti – „otcové (senátoři) a plebejové“
- Patriae et musais – „vlasti a múzám“ (nápis na štítu Stavovského divadla v Praze)
- Patris est filius. – „Je syn svého otce“, podobá se mu
- Patrimonium pauperum – „dědictví chudých“, o nadacích
- Pax Augusta – „Augustův mír“ (podle císaře Augusta)
- Pax Augustana – „Augsburský (náboženský) mír“ 1555
- Pax Dei – „Boží mír“, francouzské hnutí 10. století proti šlechtickým válkám
- Pax et iustitia – „Mír a spravedlnost“
- Pax hominibus bonae voluntatis. – „Pokoj lidem dobré vůle“ (Lk 2,14)
- Pax optima rerum. – „Mír je ta nejlepší věc“, motto vestfálského míru
- Pax Romana – „Římský mír“, počínaje císařem Augustem
- Pax tecum / vobiscum. – „Pokoj s tebou / s vámi“, liturgický pozdrav

## Pe
- Pecca fortiter, sed fortius fide – „hřeš silně, ale silněji věř“, Luther v dopise Melanchthonovi 1521
- Pecunia est nervus belli. – „Peníze jsou nerv (pružina) války“ (Cicero)
- Pecunia non olet – „Peníze nesmrdí“; podle Suetonia zavedl císař Vespasián daň z veřejných záchodů a obhajoval ji tím, že vybrané peníze nepáchnou
- Pecunia, si uti scias, ancilla est, si nescias, domina. – „Když umíš peníze užívat, slouží, když neumíš, vládnou“ (Publius Syrus)
- Pecuniae imperae oportet, non servire. – „Penězům se má poroučet, ne sloužit“
- Peius – „horší“, pod normou
- Pendente lite – „dokud probíhá spor“
- Per annum (p. a.) – „za rok“, například úrok p. a.
- Per ardua ad astra – „Přes nepřízeň osudu ke hvězdám“ nebo „Přes překážky ke hvězdám“, motto Royal Air Force, Royal Australian Air Force a Royal New Zealand Air Force
- Per aspera ad astra – „namáhavě ke hvězdám“ nebo "Trnitou cestou ke hvězdám" (Seneca, Herkules)
- Per caput / capita – „na hlavu“, na člověka: průměrný příjem per caput
- Per curiam – „od soudu, soudem“
- Per definitionem – „z definice samé“, z povahy věci
- Per fas et nefas – „právem nebo neprávem“, všemi prostředky
- Per maiora – „většinovým rozhodnutím“
- Per mensem – „za měsíc, měsíčně“
- Per os (p. o.) – „ústy“, perorálně (lék)
- Per pedes  – „pěšky“
- Per procurationem (p. p.) – „z pověření“
- Per se – „samo o sobě, ze sebe“
- Periculum in mora – „nebezpečí z prodlení“
- Perpetuo risu pulmonem agitare solebat. – „Stálým smíchem si cvičíval plíce“ (Juvenalis o filosofu Démokritovi)
- Perpetuum mobile – „trvale pohyblivé“ (bez spotřeby energie)
- Persona est naturae rationalis individua substantia. – „Osoba je individuální podstata rozumné přirozenosti“ (Boëthius)
- Persona ingrata – „osoba v nemilosti“
- Persona non grata – „nevítaná osoba“ v diplomacii aj.
- Pessima res publica, plurimae leges. – „Čím horší stát, tím víc zákonů“
- Pessimum genus inimicorum laudantes. – „Nejhorší druh nepřátel jsou ti, kdo chválí“
- Petitio principii – „důkaz kruhem“, logická chyba, pokud se předpokládá to, co se mělo dokázat

## Ph
- Philosophia ancilla theologiae. – „Filosofie je služka teologie“
- Philosophia perennis – „trvalá filosofie“, obvykle o filosofii Tomáše Akvinského
- Philosophia prima – „první filosofie“ čili metafyzika
- Pium desiderium – „(jen) zbožné přání“
- Pia fraus – „zbožný (dobře míněný) klam“ (Ovidius)
- Piae memoriae – „dobré (blažené, zbožné) paměti“
- Piscem natare doces. – „Učíš rybu plavat“
- Pisces natare oportet. – „Ryby musí plavat“ (Petronius o hostině)
- Placebo – „budu se líbit“, fiktivní lék, užívaný ke srovnání s účinky skutečného
- Placet: – „Schváleno“
- Plaudite cives, plaudite amici, finita est comoedia. – „Tleskejte občané, tleskejte přátelé, představení skončilo“, výzva publiku na konec představení v divadle nebo v cirku
- Pleno iure – „plným právem“
- Pleno titulo (P.T.) – „plným titulem“
- Plenus venter facile de ieiuniis disputat. – „Plné břicho ochotně diskutuje o postu“
- Plenus venter non studet libenter. – „S plným břichem se nesnadno/nerado studuje.“
- Pluralis auctoris – „autorský plurál“
- Pluralis maiestatis – „panovnický plurál“
- Plus docet quam scit. – „Učí víc než ví“ (Petronius)
- Plus dolet, quam necesse est, qui ante dolet, quam necesse est. – „Trápí se víc, než je třeba, kdo se trápí dřív, než je třeba“ (Seneca)
- Plus exempla quam peccata nocent. – „Příklady škodí víc než hříchy“ (Cicero)
- Plus ratio quam vis caeca valere solet. – „Rozum platívá víc než slepá síla“
- Plus ultra – „ještě dál“
- Plus vident oculi quam oculus. – „Oči vidí víc než jedno oko“

## Po
- Poeta laureatus – „Ověnčený básník“, který získal cenu
- Poeta nascitur, non fit. – „Básník se rodí, nestává“
- Poetae nascuntur, oratores fiunt. – „Básníky se lidé rodí, řečníky se stávají“
- Poetica licentia – „básnická licence“, volnost
- Pollice verso – „s palcem dolů“, gesto, odsuzující poraženého gladiátora
- Pollices premere – „držet palce“
- Polonia restituta – „Obnovené Polsko.“
- Pons asini – „oslí můstek“
- Pontifex Maximus – „nejvyšší stavitel mostů“, titul římských velekněží i papežů
- Posse comitatus – „moc země“
- Post cenam stabis, aut mille passus meabis. – „Po jídle vstaň nebo ujdi tisíc kroků“
- Post Christum natum  – „od narození Kristova“
- Post festum – „po svátku“, pozdě
- Post hoc, ergo propter hoc – „Potom, tudíž z té příčiny“, logická chyba úsudku
- Post meridiem (p. m.) – „po poledni, odpoledne“
- Post mortem – „po smrti“
- Post scriptum (P. s.) – „po napsání“, dodatek k dopisu

## Pr
- Praemissis praemittendis (pp.) – „když předpokládáme, co je třeba“
- Praemium Academiae – „Akademická prémie.“ (ocenění předsedy Akademie věd ČR mimořádným vědeckým osobnostem působícím v rámci AV ČR)
- Praemonitus praemunitus - "Předpřipraven, předzbrojen" (předem připraven, lépe vyzbrojen)
- Praeter speciem sapit. – „Je moudřejší než vypadá“
- Praeterita mutare non possumus. – „Minulé nemůžeme změnit“
- Praga mater urbium – „Praha matka měst“, motto Prahy od roku 1927
- Praga Caput Rei publicae – „Praha hlava státu“, motto Prahy od roku 1991
- Praga Caput Regni – „Praha hlava království“, motto Prahy od středověku
- Praga totius Bohemiae domina – „Praha paní celých Čech“, bývalé heslo Prahy
- Prima facie – „na první pohled, bez hlubšího zkoumání“
- Prima vista – „na první pohled“
- Primas Bohemiæ – arcibiskup primas český
- Primas Galiæ – arcibiskup primas francouzský
- Primas Germaniæ – arcibiskup primas německý
- Primas Hungariæ – arcibiskup primas uherský/maďarský
- Primas Poloniæ – arcibiskup primas polský
- Primas Regni Poloniæ – arcibiskup primas Polského království
- Primo voto – „první slib“, ve významu „v prvním manželství“
- Primum movens – „první příčina pohybu“
- Primum non nocere – „Předně neškodit“ (Hippokratés)
- Primum vivere, deinde philosophari. – „Nejdříve (je třeba) žít, pak filosofovat“
- Primus inter pares – „první mezi rovnými“
- Principiis obsta. – „zabraň počátku, braň se (hned) v počátcích“ (Ovidius)
- Principium dimidium totius. – „Začátek je polovina celku (díla)“
- Pro anno – „za rok, ročně“
- Pro bono – „k dobru“
- Pro bono publico – „pro veřejné dobro“
- Pro domo – „pro domácí“, ve vlastní věci
- Pro et contra – „pro a proti"
- Pro forma – „aby se zachoval vzhled“
- Pro hominibus institutus. – „Ustanovený pro lidi.“ Biskupské heslo Josepha Fringse
- Pro memoria – „na paměť, na památku“
- Pro mille (p.m.) – „na tisíc“ (dílů)
- Pro omnibus porcis aqua bulietur – „na každé prase (na každou sviní) se vaří voda“
- Pro rata – „v poměru, proporcionálně“
- Pro tempore – „zatím, pro tuto chvíli“
- Pro Vita Mundi. – „Pro život světa.“ Biskupské heslo Františka Lobkowicze (Jan 6,51)
- Probatum est. – „Vyzkoušeno, schváleno“
- Procul a Iove, procul a fulmine. – „Daleko od Dia, daleko od blesku“
- Procul absit – „zdaleka ne, rozhodně ne“
- Procul ex oculis, procul ex mente. – „Pryč (daleko) s očí, pryč z mysli“
- Profanum vulgus – „sprostý lid“
- Propria manu – „vlastní rukou“
- Prodesse et delectare – „prospívat a těšit“
- Prosit – „ať slouží (k dobrému)“, přípitek
- Proxima soli – „nejbližší slunci“
- Proximus est sibi quisque. – „Každý je sobě blízkým“ (Terentius)
- Prudens interrogatio quasi dimidium sapientiae. – „Chytrá otázka jako půl moudrosti“ (Francis Bacon)
- Prudentis est nonnunquam silere. – „Prozíravý člověk musí často mlčet“

## Pu
- Pulchra sunt, quae visa placent. – „Krásné je co se líbí zraku“ (Tomáš Akvinský)
- Pulvis es et in pulverem reverteris – „Prach jsi a v prach se navrátíš“ (Bible, Gn 3,19)
- Pulvis et umbra sumus. – „Jsme prach a stín“ (Horatius, Básně)
- Punctum saliens – „rozhodující bod, věc“
- Puras deus, non plenas aspicit manus. – „Bůh shlédne na čisté, ne na plné ruce“